# マイケル・コーン
マイケル・トーマス・コーン（Michael Thomas Kohn, 1986年6月26日 - ）は、アメリカ合衆国サウスカロライナ州カーショー郡カムデン出身の元プロ野球選手（投手）。右投右打。

## 経歴

### プロ入りとエンゼルス時代
2008年のMLBドラフトら13巡目（全体409位）でロサンゼルス・エンゼルス・オブ・アナハイムか指名され、6月11日に契約。この年は傘下のパイオニアリーグのルーキー級オレム・オウルズで16試合に登板し、2勝0敗・防御率1.93だった。
2009年は、A級シーダーラピッズ・カーネルズで28試合に登板し、4勝1敗6セーブ・防御率2.19だった。7月にA+級ランチョクカモンガ・クエークスへ昇格。22試合に登板し、2勝0敗2セーブ・防御率0.94だった。
2010年は、AA級アーカンソー・トラベラーズで開幕を迎え、5月にAAA級ソルトレイク・ビーズへ昇格。AAA級ソルトレイクでは26試合に登板し、3勝2敗8セーブ・防御率1.95だった。7月26日にメジャー昇格を果たし、同日のボストン・レッドソックス戦でメジャーデビューを果たした。1点差を追う9回表から登板したが、打者4人に対し、2安打2失点1四球で1死しか取れず、途中降板となった。9月17日のタンパベイ・レイズ戦では同点の8回裏から登板し、1回を1安打3四球と荒れたものの、無失点に抑え、直後の9回表にエンゼルスが勝ち越したため、メジャー初勝利を挙げた。この年は24試合に登板し、2勝0敗1セーブ・防御率2.11だった。
2011年は、開幕ロースター入りを果たしたが、4月10日にAAA級ソルトレイクへ降格。6月20日に再昇格したが、7月20日に再びAAA級ソルトレイクへ降格した。この年は14試合に登板し、0勝1敗1セーブ・防御率7.30だった。
2012年4月4日に右肘の故障で15日間の故障者リスト入りし、トミー・ジョン手術を行った。5月21日に60日間の故障者リストへ異動し、シーズンを全休した。
2013年3月2日に、エンゼルスと1年契約に合意。3月15日にAAA級ソルトレイクへ異動した。4月19日にメジャーへ昇格した。この年は自己最多の63試合に登板し、1勝4敗・防御率3.74だった。
2014年9月2日にDFAとなった。9月8日にマイナー降格を拒否し、FAとなった。

### ブレーブス時代
2014年10月16日にレイズとマイナー契約を結んだが、11月20日にDFAとなった。12月4日にアトランタ・ブレーブスとマイナー契約を結んだ。
2015年3月30日に傘下のAAA級グウィネット・ブレーブスへ配属され、開幕を迎えた。その後、4月24日に昇格した。9月14日に40人枠外となり、10月5日にFAとなった。

### ツインズ傘下時代
2017年7月20日にミネソタ・ツインズとマイナー契約を結び、傘下のAAA級ロチェスター・レッドウイングスに配属された。
2018年2月6日、スプリングトレーニングに招待選手として参加することが決まった。

## 詳細情報

### 年度別投手成績
| 年 度     | 球 団     | 登 板 | 先 発 | 完 投 | 完 封 | 無 四 球 | 勝 利 | 敗 戦 | セ 丨 ブ | ホ 丨 ル ド | 勝 率 | 打 者 | 投 球 回 | 被 安 打 | 被 本 塁 打 | 与 四 球 | 敬 遠 | 与 死 球 | 奪 三 振 | 暴 投 | ボ 丨 ク | 失 点 | 自 責 点 | 防 御 率 | W H I P |
| --------- | --------- | ----- | ----- | ----- | ----- | -------- | ----- | ----- | -------- | ----------- | ----- | ----- | -------- | -------- | ----------- | -------- | ----- | -------- | -------- | ----- | -------- | ----- | -------- | -------- | ------- |
| 2010      | LAA       | 24    | 0     | 0     | 0     | 0        | 2     | 0     | 1        | 1           | 1.000 | 95    | 21.1     | 17       | 0           | 16       | 1     | 0        | 20       | 0     | 0        | 5     | 5        | 2.11     | 1.55    |
| 2011      | LAA       | 14    | 0     | 0     | 0     | 0        | 0     | 1     | 1        | 1           | .000  | 60    | 12.1     | 14       | 6           | 9        | 0     | 1        | 9        | 1     | 0        | 10    | 10       | 7.30     | 1.86    |
| 2013      | LAA       | 63    | 0     | 0     | 0     | 0        | 1     | 4     | 0        | 8           | .200  | 231   | 53.0     | 42       | 7           | 28       | 3     | 3        | 52       | 4     | 0        | 22    | 22       | 3.74     | 1.32    |
| 2014      | LAA       | 25    | 0     | 0     | 0     | 0        | 2     | 1     | 0        | 3           | .667  | 101   | 23.2     | 11       | 1           | 20       | 1     | 2        | 26       | 3     | 0        | 9     | 8        | 3.04     | 1.31    |
| 2015      | ATL       | 6     | 0     | 0     | 0     | 0        | 0     | 0     | 0        | 1           | ----  | 19    | 4.2      | 0        | 0           | 6        | 0     | 0        | 4        | 0     | 0        | 0     | 0        | 0.00     | 1.29    |
| 通算：5年 | 通算：5年 | 132   | 0     | 0     | 0     | 0        | 5     | 6     | 2        | 14          | .455  | 506   | 115.0    | 84       | 14          | 79       | 5     | 6        | 111      | 8     | 0        | 46    | 45       | 3.52     | 1.42    |

- 「-」は記録なし

### 背番号
- 58 (2010年 - 2011年、2013年 - 2015年)